# Sins of a Dark Age
| Відеоігри | Це незавершена стаття про відеоігри. Ви можете допомогти проєкту, виправивши або дописавши її. |

Sins of a Dark Age  — багатокористувацька відеогра жанру MOBA, розроблювана студією Iroclad Games для операційної системи Microsoft Windows та Steam. Гра перейшла на систему Free to Play 8 травня 2015 року, після чого у червні того ж року розробники заявили про припинення підтримки гри та зупинку ігрових серверів 21 вересня 2015 року.  
Готувалися локалізації французькою, німецькою, польською, португальською, румунською, російською, іспанською, українською та італійською мовами.  

## Ігровий процес
Sins of a Dark Age поєднує елементи стратегії в реальному часі й MOBA та рольової гри. Накопичуючи в процесі пригод досвід, персонаж отримує різного роду поліпшення. При цьому гравці-початківці мають бонуси, які допомагають їм швидко розвинутися. У кожного з героїв на вибір є багата історія з діалогами, детальним описом і унікальним ігровим процесом. Гравець може екіпірувати свого персонажа, чим змінювати його вигляд, характеристики та уміння.
Однією з особливостей гри є зміна часу доби, яка впливає на ігровий процес. Так вночі вороги стають агресивнішими, видимість знижується, але з'являється більше місць, де можна сховатися. Для кожного бою гравець може обрати гліфи, що дають додаткові можливості та отримуються за спеціальні очки гліфів, якими гравець винагороджується за досгнення нових рівнів розвитку. Серед гравців існує поділ праці. Якщо одні безпосередньо беруть участь в битвах і подорожах, інші, облаштовують базу та охороняють території. У грі наявна система заохочень та покарань, яка винагороджує за хорошу поведінку видачею корисних предметів і накладає штрафи за погану.
З режимів існують Практика, який знайомить гравців з основами гри, Дуель (1 на 1, 2на 2), Облога (5 на 5) та Кооператив, де кілька гравців разом борються проти наступу ворогів.
Sins of a Dark Age має інтеграцію з Twitch та Steam. Сервери гри існують для США, Європи, Росії, Бразилії, Австралії та в Південної Африки, але грати можливо на буль-якому, незалежно від свого місцерозташування. За запрошення до гри друзів і їхні досягнення гравці отримують внутрішньоігрові подарунки.

## Сюжет
Темрява збирається в небесах над Амарантом. Це попіл стародавнього лісу, спаленого армією людей. Це тінь, що відкидається крилами валькрінів, підлих істот, що харчуються криками помираючих, а також їх плоттю. Це чорна скверна, яка наповнює легені чумних жебраків. Це пил, що здійнявся з порожніх могил. Це істоти, що крадуться в тінях і це щось, чого бояться навіть вони. Світ змінюється, і більше не залишилося нікого живого, хто міг би це зупинити. Боги людства загубилися в століттях, жорстоко покликані назад на небеса. Міст, що з'єднував божественну і світову реальності, лежить в руїнах. Магія прижилася у людстві, і навіть ті, хто бояться її, покладаються на її міць, адже істоти з глибин піднімаються, щоб полювати на людей і дати початок новому століттю темряви. Гріхи минулого дали народження кошмарам, і з кожною битвою ворота, що стримують їх, слабшають і хитаються. Не так довго залишилося до того моменту, як пітьма поглине Амарант. Стародавня сила повільно пробуджується…

## Див.також
- Sins of a Solar Empire